# Jenna Stern
Jenna Louise Stern (* 23. September 1967 in Los Angeles, Kalifornien) ist eine US-amerikanische Schauspielerin.

## Leben Karriere
Jenna Stern wurde als Tochter der britischen Schauspielerin Samantha Eggar und des Schauspielers und Produzenten Tom Stern in Los Angeles in einer Künstlerfamilie geboren. Ihre zwei Jahre älterer Bruder Nicolas Stern arbeitet ebenfalls als Produzent. 1990 schloss sie die University of California, Berkeley erfolgreich ab und nahm anschließend am Schauspielprogramm der New York University teil, welche sie 1993 mit einem Master of Fine Arts abschloss.
Stern ist seit 1994 als Schauspielerin in Film und Fernsehen aktiv. Ihr Debüt gab sie mit einer kleinen Rolle im Fernsehfilm Schrecken aus dem Jenseits. Drei Jahre später folgte eine Rolle in Der gebuchte Mann mit Jennifer Aniston und Kevin Bacon. Weitere Filmrollen folgten 1999 in Begegnung des Schicksals, 2005 in Hitch – Der Date Doktor und 2006 in 16 Blocks. Neben ihren Filmauftritten war Stern in Serien wie Chaos City, Die Sopranos, Gossip Girl oder Kings in Gastrollen zu sehen. In den Serien Law & Order und Criminal Intent – Verbrechen im Visier trat sie in verschiedenen Rollen auf. Seit 2000 ist sie in unregelmäßigen Abständen als Richterin Elana Barth in Law & Order: Special Victims Unit zu sehen. 
Weitere Auftritte folgten seitdem in A Gifted Man, 666 Park Avenue, The Leftovers, House of Cards, Blue Bloods – Crime Scene New York, Blindspot, Person of Interest, Elementary und Bull. 2017 war sie im Filmdrama Wonder Wheel von Regisseur Woody Allen zu sehen.

## Filmografie (Auswahl)
- 1999: Schrecken aus dem Jenseits (Twilight Zone: Rod Serling's Lost Classics, Fernsehfilm)
- 1997: Der gebuchte Mann (Picture Perfect)
- 1999: Chaos City (Fernsehserie, Episode 3x14)
- 1999: The Eden Myth
- 1999: Wirey Spindell
- 1999: Begegnung des Schicksals (Random Hearts)
- 1999–2010: Law & Order (Fernsehserie, 5 Episoden)
- seit 2000: Law & Order: Special Victims Unit (Fernsehserie)
- 2001: Jon Good's Wife
- 2002: Widows (Miniserie, 4 Episoden)
- 2002–2011: Criminal Intent – Verbrechen im Visier (Criminal Intent, Fernsehserie, 4 Episoden)
- 2003: Queen Supreme (Fernsehserie, Episode 1x03)
- 2005: Hitch – Der Date Doktor (Hitch)
- 2006: 16 Blocks
- 2006: Six Degrees (Fernsehserie, Episode 1x01)
- 2007: Die Sopranos (The Sopranos, Fernsehserie, Episode 6x21)
- 2007: Gossip Girl (Fernsehserie, Episode 1x03)
- 2008: Canterbury's Law (Fernsehserie, 2 Episoden)
- 2009: The Hungry Ghosts
- 2009: Kings (Fernsehserie, Episode 1x07)
- 2010: The Best and the Brightest
- 2011: Are We There Yet? (Fernsehserie, Episode 2x07)
- 2011: A Gifted Man (Fernsehserie, Episode 1x02)
- 2012: Game Change – Der Sarah-Palin-Effekt (Game Change, Fernsehfilm)
- 2012: 666 Park Avenue (Fernsehserie, Episode 1x04)
- 2014: Sexual Secrets
- 2014: The Leftovers (Fernsehserie, Episode 1x02)
- 2015: House of Cards (Fernsehserie, 4 Episoden)
- 2015: Show Me a Hero (Miniserie, Episode 1x03)
- 2015: Blue Bloods – Crime Scene New York (Blue Bloods, Fernsehserie, Episode 6x05)
- 2016: Blindspot (Fernsehserie, Episode 1x12)
- 2016: Person of Interest (Fernsehserie, Episode 5x08)
- 2017: South Dakota
- 2017: Wonder Wheel
- 2018: Elementary (Fernsehserie, Episode 6x21)
- 2018: Patient 001
- 2018–2019: Bull (Fernsehserie, 2 Episoden)
- 2022: Stay Awake
- 2022: The Endgame (Fernsehserie, 2 Episoden)

## Persönliches
Stern ist seit 1998 mit dem Schauspieler Brennan Brown verheiratet. Sie sind Eltern eines Kindes.